# Атеїстичний рух в Україні

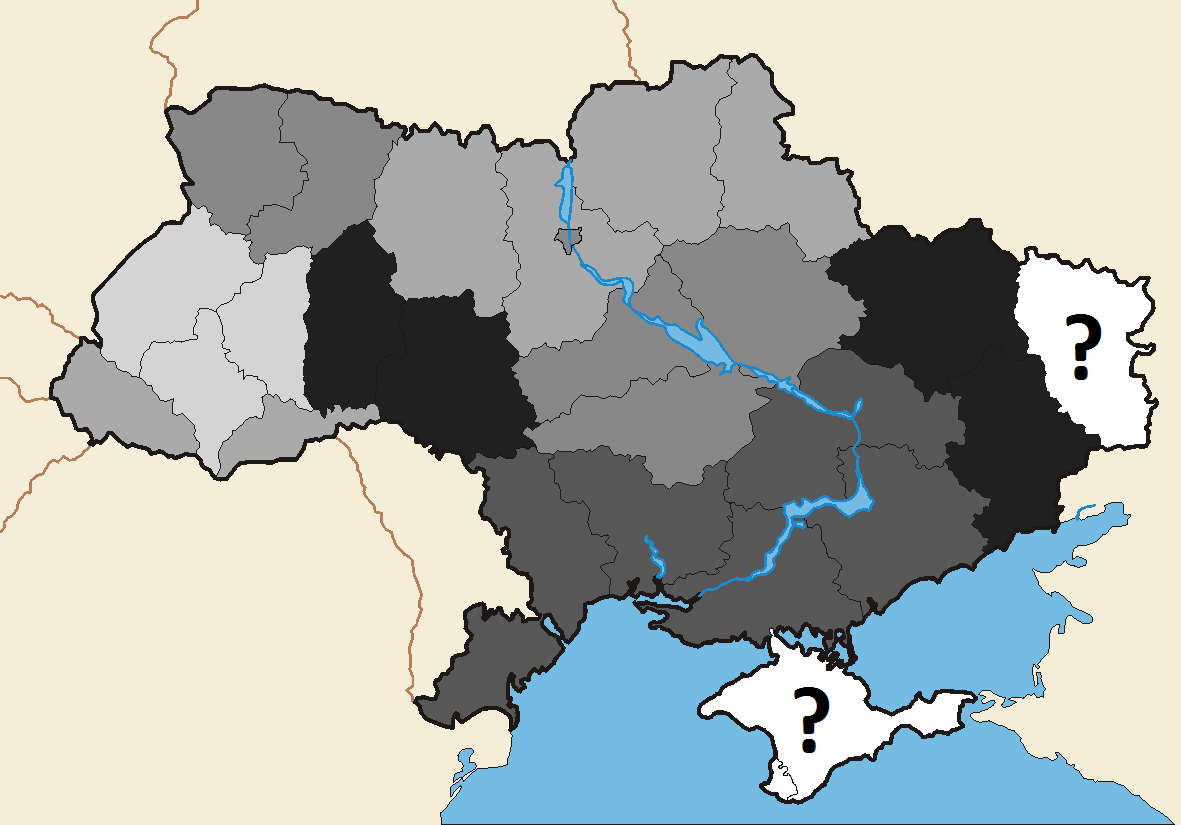
Відсоток атеїстів у регіонах України (без урахування АР Крим, Севастополя та Луганської області) станом на 2015 рік. Що темніший колір, то більша частка атеїстів

Атеїзм в Украї́ні — частина населення України, яка дотримується атеїстичних поглядів.

## Чисельність атеїстів
Оцінки чисельності атеїстів сильно різняться через різне трактування поняття «атеїзм».
Згідно з результатами опитування WIN-Gallup International 2012 року, переконаних атеїстів в Україні було 3 % дорослого населення, а загальна кількість людей, які не вважають себе релігійними, становила 29 %. Натомість вже на початку 2015 року на замовлення Міжнародного центру перспективних досліджень фондом «Демократичні ініціативи імені Ілька Кучеріва» спільно з соціалогічною службою «Ukrainian Sociology Service» було проведено опитування, згідно з яким в Україні виявлено 9,5 % атеїстів. Найбільша в процентному співвідношенні кількість атеїстів на Слобожанщині (Харківська область) — 18,6 % і на Донбасі (Донецька область) — 17,5 %. Трохи менше жителів з атеїстичними поглядами проживає на Поділлі (Вінницька та Хмельницька області) — 15,5 % і в Нижньому Подніпров'ї (Дніпропетровська і Запорізька області) — 11,1 %. У Причорномор'ї (Миколаївська, Херсонська і Одеська області) — 10,3 %, а в Києві — 8,3 %. У Центральній Україні (Черкаська, Кіровоградська та Полтавська області), а також на Волині (Волинська та Рівненська області) — 8 %. На Поліссі (Житомирська, Київська, Сумська та Чернігівська області) — 4,2 %, а на південному заході України (Закарпатська і Чернівецька області) — 3 %. Найменша кількість атеїстів проживає на Галичині (Івано-Франківська, Львівська та Тернопільська області) — їх там всього 0,7 %
Соціологічні опитування
| Опитування                                                    | Рік проведення | Віруючі | Ті, хто вагається | Невіруючі | Атеїсти | Ті, кому байдуже | Важко відповісти |
| ------------------------------------------------------------- | -------------- | ------- | ----------------- | --------- | ------- | ---------------- | ---------------- |
| Центр Разумкова [Архівовано 4 грудня 2021 у Wayback Machine.] | 2020           | 67,9    | 13                | 4,2       | 3,8     | 7,4              | 3,8              |
| Центр Разумкова [Архівовано 4 грудня 2021 у Wayback Machine.] | 2019           | 66      | 12,2              | 5,4       | 4       | 6,5              | 5,9              |
| Центр Разумкова [Архівовано 4 грудня 2021 у Wayback Machine.] | 2018           | 71,7    | 11,5              | 4,7       | 3       | 5,3              | 3,7              |
| Центр Разумкова [Архівовано 4 грудня 2021 у Wayback Machine.] | 2014           | 76      | 7,9               | 4,7       | 2,5     | 4,9              | 3,9              |
| Центр Разумкова [Архівовано 4 грудня 2021 у Wayback Machine.] | 2013           | 67      | 14,7              | 5,5       | 2       | 5,1              | 5,7              |
| Центр Разумкова [Архівовано 4 грудня 2021 у Wayback Machine.] | 2010           | 71,4    | 11,5              | 7,9       | 1,4     | 4,4              | 3,3              |
| Центр Разумкова [Архівовано 4 грудня 2021 у Wayback Machine.] | 2000           | 57,8    | 22,5              | 11,9      | 3,2     | 2,6              | 2                |

## Права атеїстів в Україні
Конституція України встановлює світський характер держави. Згідно зі статтею 35 Конституції

| «…кожен має право на свободу світогляду і віросповідання. Це право включає свободу сповідувати будь-яку релігію або не сповідувати ніякої ... Церква і релігійні організації в Україні відокремлені від держави, а школа — від церкви. Жодна релігія не може бути визнана державою як обов'язкова. Ніхто не може бути звільнений від своїх обов'язків перед державою або відмовитися від виконання законів за мотивами релігійних переконань». |
| |

Також у статті 4 закону «Про свободу совісті та релігійні організації» зазначається, що всі громадяни України є рівними перед законом і мають рівні права в усіх галузях економічного, політичного, соціального і культурного життя незалежно від їх ставлення до релігії. В офіційних документах ставлення громадянина до релігії не вказується.

## Методи дії
Зважаючи на те, що більшість атеїстичних організацій є інтернет-об'єднаннями, їхня діяльність здійснюється в мережі Інтернет:
- Публікація матеріалів на сайтах в інтернеті.
- Ведення дискусій на інтернет-форумах.
- Написання відкритих листів до органів влади та державним чиновникам.
- Діяльність у соціальних мережах.

Однак є організації, що публікують також друковані матеріали та організовують диспути з віруючими

## Відомі діячі
- Євграф Дулуман (1928–2013) — доктор філософських наук, професор, кандидат богослов'я. Закінчив Одеську духовну семінарію, 1952 р. розірвав з релігією. З 1958 року виступав з атеїстичними публікаціями в пресі. 30 грудня 1959 року, серед інших, був офіційно анафемований Священним Синодом Російської православної церкви. Автор проекту «Свобода від релігійного фундаменталізму»[8].
- Володимир Гроза — активний учасник сучасного атеїстичного руху в Україні, засновник сайту «Церква атеїзму»[9].